# Охлебининский сельсовет
Охлебининский сельсовет — муниципальное образование в Иглинском районе Башкортостана.

## История
Согласно «Закону о границах, статусе и административных центрах муниципальных образований в Республике Башкортостан» имеет статус сельского поселения.

## Население
| 2002  | 2009  | 2010  | 2012  | 2013  | 2014  | 2015  |
| ----- | ----- | ----- | ----- | ----- | ----- | ----- |
| 1195  | ↘1155 | ↘1092 | ↘1073 | ↗1092 | ↗1123 | ↗1130 |
| 2016  | 2017  | 2018  |       |       |       |       |
| ↗1138 | ↘1110 | ↘1088 |       |       |       |       |

## Состав сельского поселения
| № | Населённый пункт | Тип населённого пункта       | Население |
| - | ---------------- | ---------------------------- | --------- |
| 1 | Охлебинино       | село, административный центр | ↘924      |
| 2 | Мончазы          | деревня                      | ↘168      |